# ドラコ (軍旗)

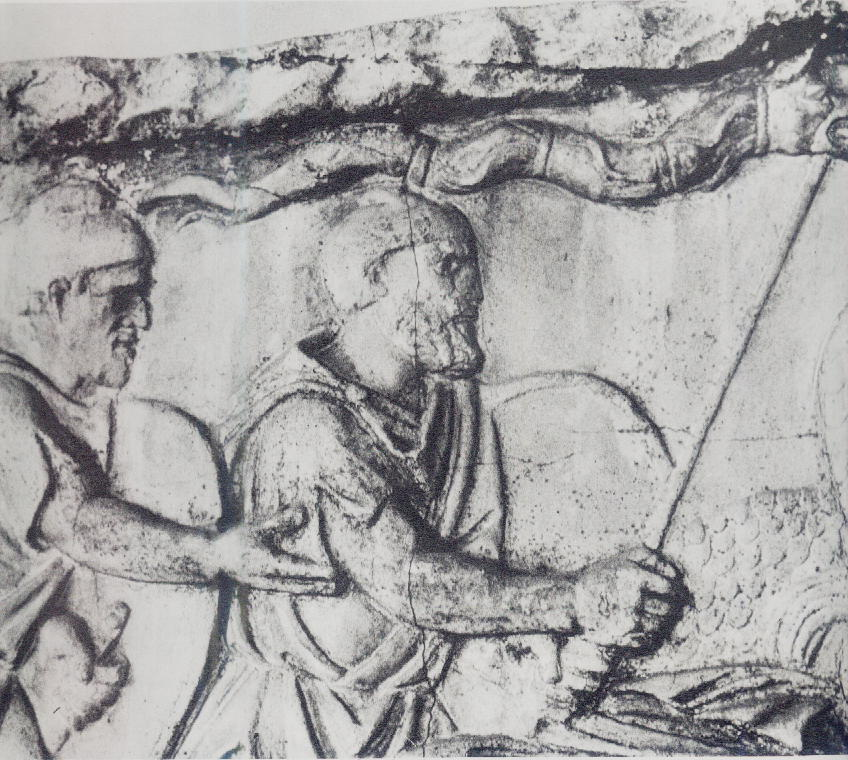
ダキアの軍旗

ドラコ (Draco) とは、ダキア経由でローマ軍に伝わった軍旗のことである。由来から「Dacian Draco」ともいう。
当初は画像にある通り、狼のような頭部のドラゴンであった。ローマ軍経由でブリテン島にも伝わり、『ブリタニア列王史』の記述を経て近代におけるウェールズの旗の由来

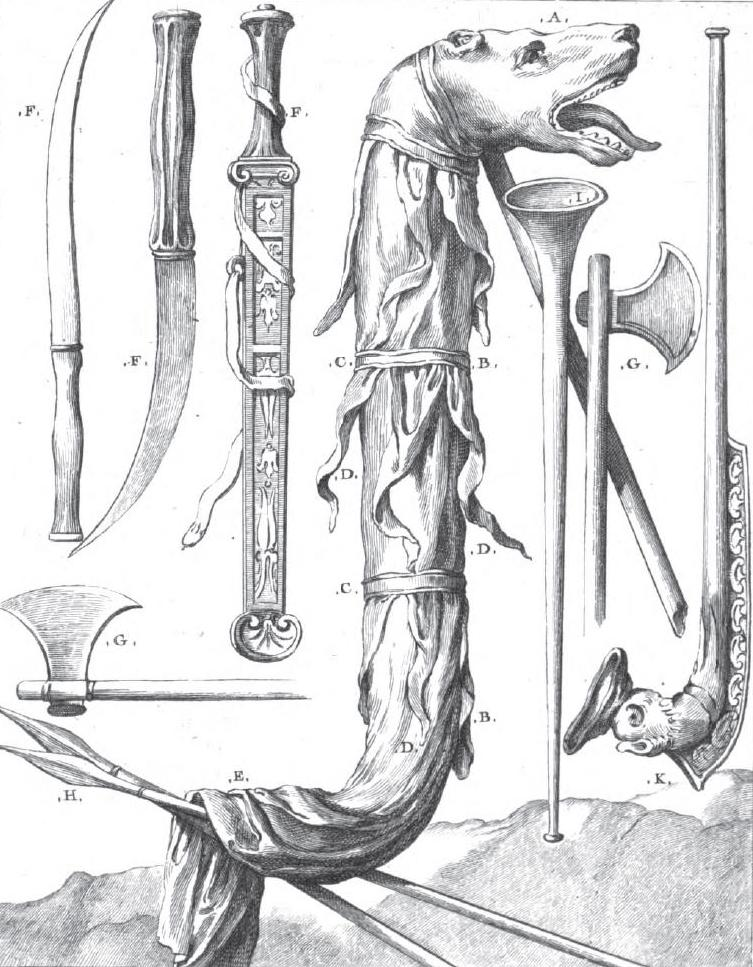
軍旗と兵器

]